# تود تارجي
تود تارجي (بالنرويجية البوكمول: Todd Terje)‏ هو ملحن ودي جيه ومنتج أسطوانات نرويجي، ولد في 11 مايو 1981 في Mjøndalen ‏ في النرويج.

## وصلات خارجية
- الموقع الرسمي
- تود تارجي على موقع ميوزك برينز (الإنجليزية)
- تود تارجي على موقع أول ميوزيك (الإنجليزية)
- تود تارجي على موقع ديسكوغز (الإنجليزية)